# 安倍宏行
安倍 宏行（あべ ひろゆき、1955年〈昭和30年〉12月2日 - ）は、日本のジャーナリスト、コンサルタント（自称）。元フジテレビジョン報道局解説委員。

## 来歴・人物
総理官邸担当記者、ニューヨーク特派員といった経歴を持つ。2002年9月から『ニュースJAPAN』のメインキャスターを担当。2003年9月、取材センター経済部長への異動に伴い『ニュースJAPAN』を降板。その後に解説委員を兼務したことにより、2006年7月から不定期でコメンテーターとして同番組へ復帰した。
2005年4月より、慶應義塾大学メディア・コミュニケーション研究所非常勤講師（担当科目は「放送特殊講義I・II」）を務め、2007年4月よりフジテレビ寄付講座「特殊研究I・II」を担当した。
2013年9月にフジテレビを退社し「株式会社安倍宏行」を設立。また、ウェブメディア「Japan In-depth」を立ち上げ、編集長に就任した。
毎月、千葉県議会議員の水野友貴とともに「政治経済勉強会」を開催していた。

## 経歴
- 1955年 東京都に生まれる。
- 東京都立富士高等学校26期[3]。
- 1979年 慶應義塾大学経済学部卒業。
- 1979年 日産自動車入社[1]。海外輸出[1]、秘書室[1]、海外購買[1]、海外企画を担当。
- 1985年 国際大学国際関係学研究科修士課程修了。
- 1992年 フジテレビ入社[1]。報道局取材センター政経部通産省担当記者に就任。
- 1993年 同 大蔵省担当記者 経済担当キャップに就任。
- 1995年 同 総理官邸担当記者 政治担当キャップに就任。
- 1996年 報道局取材センター外信部ニューヨーク支局特派員に就任。
- 1998年 同 ニューヨーク支局支局長に就任。
- 2001年 報道局取材センター外信部デスクに就任。『ニュースJAPAN』メインキャスターを担当。
- 2003年 報道局 取材センター経済部長に就任。
- 2005年 慶應義塾大学メディア・コミュニケーション研究所非常勤講師に就任。
- 2006年 報道局 取材センター経済部長兼解説委員に就任。
- 2009年4月1日 『BSフジLIVE プライムニュース』解説キャスターに就任（2013年3月末まで）。
- 2010年 報道局解説委員に就任。
- 2013年 国際局ゼネラルプロデューサーに就任。
- 2013年 フジテレビを退社、「株式会社安倍宏行」を設立。「Japan In-depth」編集長に就任。